# Bitva o Jevpatoriji
Bitva o Jevpatoriji byla jednou z bitev krymské války 17. února 1855 u města Jevpatorija na jihozápadním pobřeží Krymu.
Ruské síly se zde střetly s koalicí Francie, Velké Británie a Turecka. Předmětem byl přístup z Černého do Středozemního moře přes Bospor a Dardanely. Bitva skončila vítězstvím spojeneckých armád a porážkou Ruska.